# Costaconvexa dispar
Costaconvexa dispar là một loài bướm đêm trong họ Geometridae.